# SINGLES II (中西圭三のアルバム)
『SINGLES II』（シングルス・ツー）は、2000年9月27日にパイオニアLDCから発売された中西圭三通算3枚目のベスト・アルバム。

## 解説
1994年の『SINGLES』以来2作目のシングル・コレクション・アルバム。
「Woman」「Ticket To Paradise」「You and I」「眠れぬ想い」「非情階段 Radio Mix（Featuring 米倉利紀）」以上5曲は『SINGLES』にも収録されている。
「All I Wanna Do （Duet with Christina）」は、シングル「What I Do For Love -Full Length Version- （Duet with Peabo Bryson）」カップリング曲。アルバム初収録。
本作は2枚組仕様となっており、DISC.2の「KEIZO NAKANISHI SUMMER VACATION MIX」は、1992年にメディア媒体用に配布された10分を越えるプロモーション盤をそのまま収録している。

## 収録曲

### DISC.1
1. Woman　4:52
2. Ticket To Paradise　4:47
3. You and I　5:00
4. 眠れぬ想い　4:32
5. 非情階段 Radio Mix（Featuring 米倉利紀）　4:16
6. 新しい僕になろう　5:14
7. SO BAD　4:33
8. Why Goodbye -Single Mix- （Duet with Wendy Moten）　4:48
9. MUST BE HEAVEN　5:22
10. Happy Ever After　4:20
11. 次の夢　5:01
12. What I Do For Love -Full Length Version- （Duet with Peabo Bryson）　5:46
13. All I Wanna Do （Duet with Christina）　4:23
14. 愛はいま　4:56
15. 願い　4:19
16. LOVE ME OR LET ME GO （Duet with Brenda Russell）　4:39

### DISC.2
1. KEIZO NAKANISHI SUMMER VACATION MIX　10:53
  - Ticket To Paradaise〜哀しみのストーム